# Tripa
Tripa ou tripas é a designação vulgar para o intestino de animais. Em culinária, as tripas são utilizadas para a alimentação humana, em muitas culturas, ou para a preparação de enchidos ou embutidos.

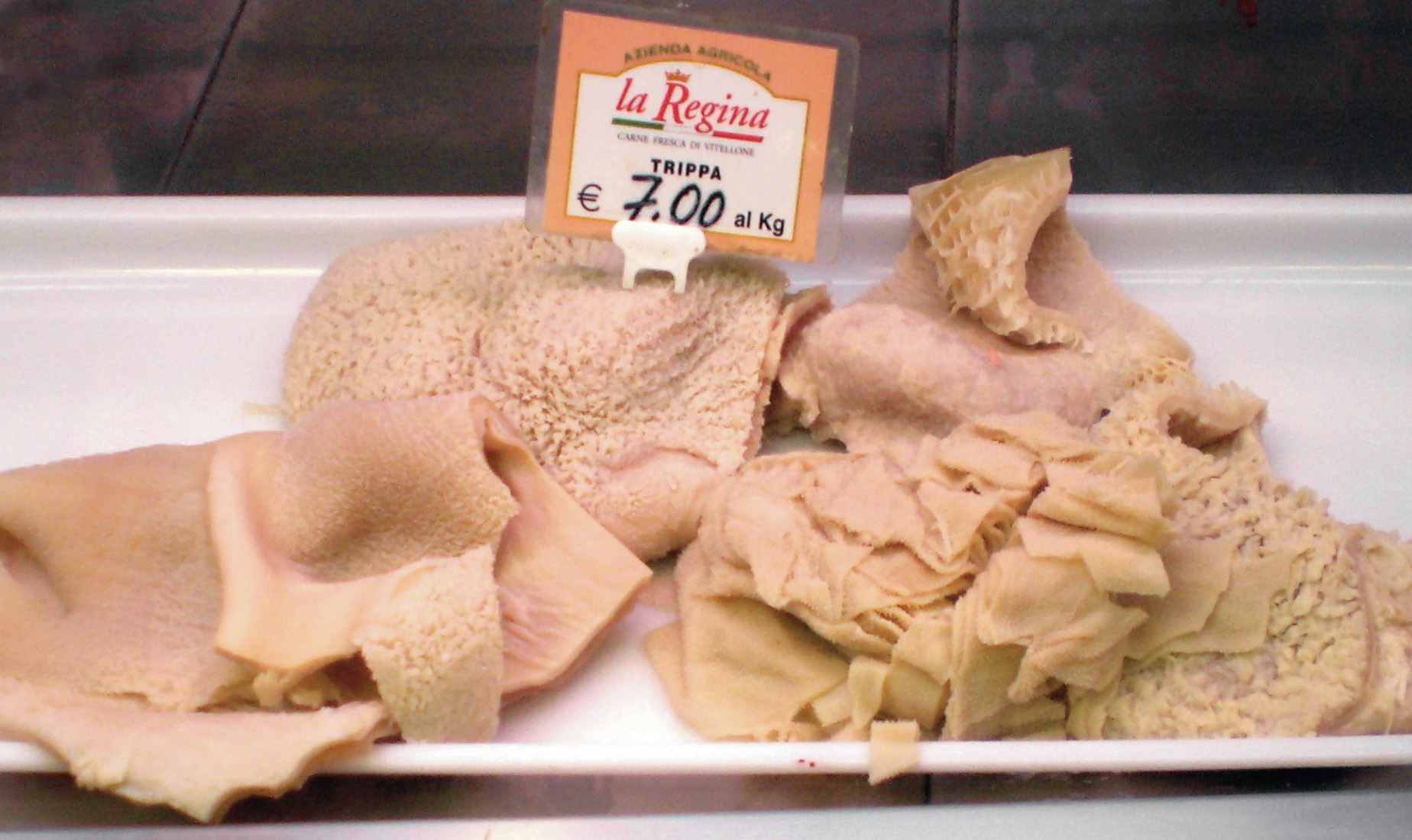
Tripas ou dobrada à venda num talho

## Portugal
Na região do Porto, chama-se tripas ao estômago de bovinos, utilizado para confecionar as tripas à moda do Porto, ou a dobrada. Nesta acepção, a palavra é utilizada, com pequenas variantes, em várias línguas europeias (ver interwikis).